# Salut à toi, pays de nos aïeux
Salut à toi, pays de nos aïeux is het volkslied van Togo sinds 1960. Het is geschreven door Alex Casimir-Dosseh. Tussen 1979 en 1992 was het tijdelijk vervangen door een ander volkslied.

## Tekst
Frans

Salut à toi pays de nos aïeux, 

Toi qui les rendait forts, 

Paisibles et joyeux, 

Cultivant vertu, vaillance, 

Pour la prospérité 

Que viennent les tyrans, 

Ton cœur soupire vers la liberté, 

Togo debout, luttons sans défaillance, 

Vainquons ou mourrons,mais dans la dignité, 

Grand Dieu, toi seul nous a exaltés, 

Du Togo pour la prospérité, 

Togolais viens, bâtissons la cité. 

Dans l'unité nous voulons te servir, 

C'est bien là de nos cœurs,le plus ardent désir, 

Clamons fort notre devise, 

Que rien ne peut ternir. 

Seul artisan de ton bonheur, ainsi que de ton avenir, 

brisons partout les chaînes de la traîtrise, 

Et nous te jurons toujours fidélité, 

Et aimer servir, se dépasser, 

Faire encore de toi sans nous lasser, 

Togo chéri,l'or de l'humanité. 

Salut, Salut à l'Univers entier 

Unissons nos efforts sur l'immense chantier 

D'où naîtra toute nouvelle 

La Grande Humanité 

Partout au lieu de la misère, apportons la félicité. 

Chassons du monde la haine rebelle 

Finis l'esclavage et la Captivité 

A l'étoile de la liberté, 

Renouons la solidarité 

Des Nations dans la fraternité 
Nederlands
Hallo aan je land van onze voorouders, Jij die ze sterk maakte, Rustig en vreugdevol, Deugd, moed ontwikkelen, Voor welvaart Wat komen er tirannen, Je hart zucht om vrijheid, Togo staan, laten we vechten zonder te falen, Win of sterf, maar met waardigheid, Grote God, alleen jij hebt ons verhoogd, Togo voor welvaart, Togolese kom, laten we de stad bouwen. In eenheid willen we u dienen, Het is inderdaad in ons hart, het meest vurige verlangen, Laten we luid ons motto verkondigen, Dat niets kan bezoedelen. Alleen vakman van uw geluk, evenals van uw toekomst, laten we overal de kettingen van verraad breken, En we zweren altijd loyaliteit aan jou, En graag dienen, zichzelf overtreffen, Doe jezelf opnieuw zonder je te vervelen, Togo lieverd, het goud van de mensheid. Hallo, hallo tegen het hele universum Laten we onze inspanningen bundelen op de enorme bouwplaats Waar al het nieuwe zal worden geboren De grote mensheid Laten we overal geluk brengen in plaats van ellende. Laten we rebellerende haat de wereld uit jagen Geen slavernij en gevangenschap meer Bij de ster van vrijheid, Solidariteit vernieuwen 
Onafhankelijke staten: Algerije · Angola · Benin · Botswana · Burkina Faso · Burundi · Centraal-Afrikaanse Republiek · Comoren · Congo-Brazzaville · Congo-Kinshasa · Djibouti · Egypte · Equatoriaal-Guinea · Eritrea · Ethiopië · Gabon · Gambia · Ghana · Guinee · Guinee-Bissau · Ivoorkust · Kaapverdië · Kameroen · Kenia · Lesotho · Liberia · Libië · Madagaskar · Malawi · Mali · Marokko · Mauritanië · Mauritius · Marokko · Mozambique · Namibië · Niger · Nigeria · Oeganda · Rwanda · Sao Tomé en Principe · Senegal · Seychellen · Sierra Leone · Somalië · Soedan · Swaziland · Tanzania · Tsjaad · Togo · Tunesië · Zambia · Zimbabwe · Zuid-Afrika · Zuid-Soedan
Niet algemeen erkende landen: Somaliland · Westelijke Sahara
Afhankelijke gebieden: Mayotte · Réunion (onofficieel) · Saint Helena, Ascension and Tristan da Cunha (onofficieel)